# Scaphisoma distinctoides
Espèce
Synonymes
- Scaphisoma distinctum Löbl & Ogawa, 2016 (homonyme junior remplacé)

Scaphisoma distinctoides est une espèce de coléoptères de la famille des Staphylinidae et de la sous-famille des Scaphidiinae.

## Répartition et habitat
Cette espèce est décrite des Philippines.

## Taxinomie
L'espèce est originellement décrite sous le nom de Scaphisoma distinctum par Löbl et Ogawa en 2016, mais ce nom s'avère être un homonyme junior de Scaphisoma distinctum Blatchley, 1910, synonyme subjectif invalide de Baeocera apicalis LeConte, 1860. Le nom de remplacement Scaphisoma distinctoides est alors donné par Löbl et Ogawa en 2017.